# Ново Село (Лесковац)
Ново Село је насељено место града Лесковца у Јабланичком округу. Према попису из 2022. било је 7 становника.

## Положај и тип
Веће село у североисточном делу Грделичке Клисуре. Насеље је углавном везано за горњи део долине Грделичке Реке. Околна села су: Рупље, Г. Лопушња, Палојце и друга. Становници водом се снабдевају из мноrобројних извора (Суви Кладенац, Сребрен Кладенац, Лековитица итд).
У Новом Селу су махале: Рашићевци, Бисници, Лескова Падина, Ранђеловци, Завишћи, Дебели Дел, Бучје, Поречане, Страње и Остра Чука. Мaxaлe су међу собом оштро издвојене. У свему Ново Село има око 160 домова (1961. г.).

## Старине и прошлост
У Новом Селу постоје старине и карактеристични топографски називи. Они указују да је овде било становника још у раније до6а. Најпре постоји место Селиште у махали Бисинци, лево од главне сеоске реке. Друго Селиште је у махали 3авишићи.
У близини махале Бисинци је место Старо Гробље, сада урасло у шљивама. Гробова од некадашњег становништа налажено је и у другим деловима атара. Ново Село има и два места звана Црквица. Једно је у махали Бисинци, друго је у махали Дебел Дел. На тим местима познају се темељни делови зидова од старих цркава.
По садашњем становништву Ново Село је младо насеље. Прво су дошла три домаћинства. Она су основала махале Лескову Падину, Поречане и Рашићевци. Оснивање села било је крајем XVIII или почетком XIX века.
За време Турака до 1878. г. на атару Новог Села постојала су два самокова. Један је био на потесу Река крај садашње сеоске школе; други је био у махали Бучје. Први самоков је главнији. У самоковима Срби су били ковачи и ћумурџије. Њих су плаћали Турци. И очеви појединих данашњих старијих сељака радили су у тим самоковима.
Сада се по имену знају три последња муслимана који су били браћа и старешине или власници овдашњих самокова. Звали су се Селим, Дурић и Осман. Говори се, да је њихова била и једна половина новоселског атара. Успомене на поменуте муслимане сада су се очувале и у топоrрафским називима: Селимова Ливада (тамо где је сада школа), Дурићево Воденичиште, Дурићев Забран, Дурићев Самоков итд.
Поменути муслимани, како се наводи у народу, били су Турци. Они су овде имали „заптије" Арбанасе. Код самокова Река налазиле су се и „тypcкe" куће. У њиховој близини постојало је и мало „турско" гробље.
Становници Новог Села о празницима paније су посећивали цркву у суседном Рупљу. Сеоска слава је на Духови (други и трећи дан). Постоје три сеоска гробља и то y махалама Поречане, Бисници и Завишићи.

## Демографија
У насељу Ново Село живи 119 пунолетних становника, а просечна старост становништва износи 62,8 година (59,8 код мушкараца и 65,7 код жена). У насељу има 63 домаћинства, а просечан број чланова по домаћинству је 1,90.
Ово насеље је у потпуности насељено Србима (према попису из 2002. године), а у последња три пописа, примећен је пад у броју становника.
|  |

| Демографија | Демографија | Демографија |
| Година      | Становника  | Становника  |
| ----------- | ----------- | ----------- |
| 1948.       | 1.137       |             |
| 1953.       | 1.043       |             |
| 1961.       | 1.000       |             |
| 1971.       | 868         |             |
| 1981.       | 538         |             |
| 1991.       | 248         | 248         |
| 2002.       | 120         | 120         |
| 2011.       | 38          |             |
| 2022.       | 7           |             |

| Етнички састав према попису из 2002.‍ | Етнички састав према попису из 2002.‍ | Етнички састав према попису из 2002.‍ | Етнички састав према попису из 2002.‍ | Етнички састав према попису из 2002.‍ |
| ------------------------------------ | ------------------------------------ | ------------------------------------ | ------------------------------------ | ------------------------------------ |
|                                      |                                      |                                      |                                      |                                      |
| Срби                                 | Срби                                 |                                      | 120                                  | 100,0%                               |
| непознато                            | непознато                            |                                      | 0                                    | 0,0%                                 |

| Година пописа     | 1948. | 1953. | 1961. | 1971. | 1981. | 1991. | 2002. |
| ----------------- | ----- | ----- | ----- | ----- | ----- | ----- | ----- |
| Број домаћинстава | 181   | 174   | 182   | 196   | 150   | 110   | 63    |

| Број чланова      | 1  | 2  | 3 | 4 | 5 | 6 | 7 | 8 | 9 | 10 и више | Просек |
| ----------------- | -- | -- | - | - | - | - | - | - | - | --------- | ------ |
| Број домаћинстава | 23 | 30 | 8 | 0 | 0 | 1 | 1 | 0 | 0 | 0         | 1,90   |

| Пол    | Укупно | Неожењен/Неудата | Ожењен/Удата | Удовац/Удовица | Разведен/Разведена | Непознато |
| ------ | ------ | ---------------- | ------------ | -------------- | ------------------ | --------- |
| Мушки  | 59     | 15               | 37           | 5              | 2                  | 0         |
| Женски | 60     | 7                | 37           | 15             | 1                  | 0         |
| УКУПНО | 119    | 22               | 74           | 20             | 3                  | 0         |

| Пол    | Укупно                    | Пољопривреда, лов и шумарство | Рибарство                            | Вађење руде и камена | Прерађивачка индустрија       |
| ------ | ------------------------- | ----------------------------- | ------------------------------------ | -------------------- | ----------------------------- |
| Мушки  | 10                        | 2                             | 0                                    | 0                    | 0                             |
| Женски | 0                         | 0                             | 0                                    | 0                    | 0                             |
| УКУПНО | 10                        | 2                             | 0                                    | 0                    | 0                             |
| Пол    | Производња и снабдевање   | Грађевинарство                | Трговина                             | Хотели и ресторани   | Саобраћај, складиштење и везе |
| Мушки  | 0                         | 6                             | 0                                    | 0                    | 0                             |
| Женски | 0                         | 0                             | 0                                    | 0                    | 0                             |
| УКУПНО | 0                         | 6                             | 0                                    | 0                    | 0                             |
| Пол    | Финансијско посредовање   | Некретнине                    | Државна управа и одбрана             | Образовање           | Здравствени и социјални рад   |
| Мушки  | 0                         | 0                             | 1                                    | 0                    | 0                             |
| Женски | 0                         | 0                             | 0                                    | 0                    | 0                             |
| УКУПНО | 0                         | 0                             | 1                                    | 0                    | 0                             |
| Пол    | Остале услужне активности | Приватна домаћинства          | Екстериторијалне организације и тела | Непознато            | Непознато                     |
| Мушки  | 0                         | 0                             | 0                                    | 1                    | 1                             |
| Женски | 0                         | 0                             | 0                                    | 0                    | 0                             |
| УКУПНО | 0                         | 0                             | 0                                    | 1                    | 1                             |